# Квадрангл Lunae Palus

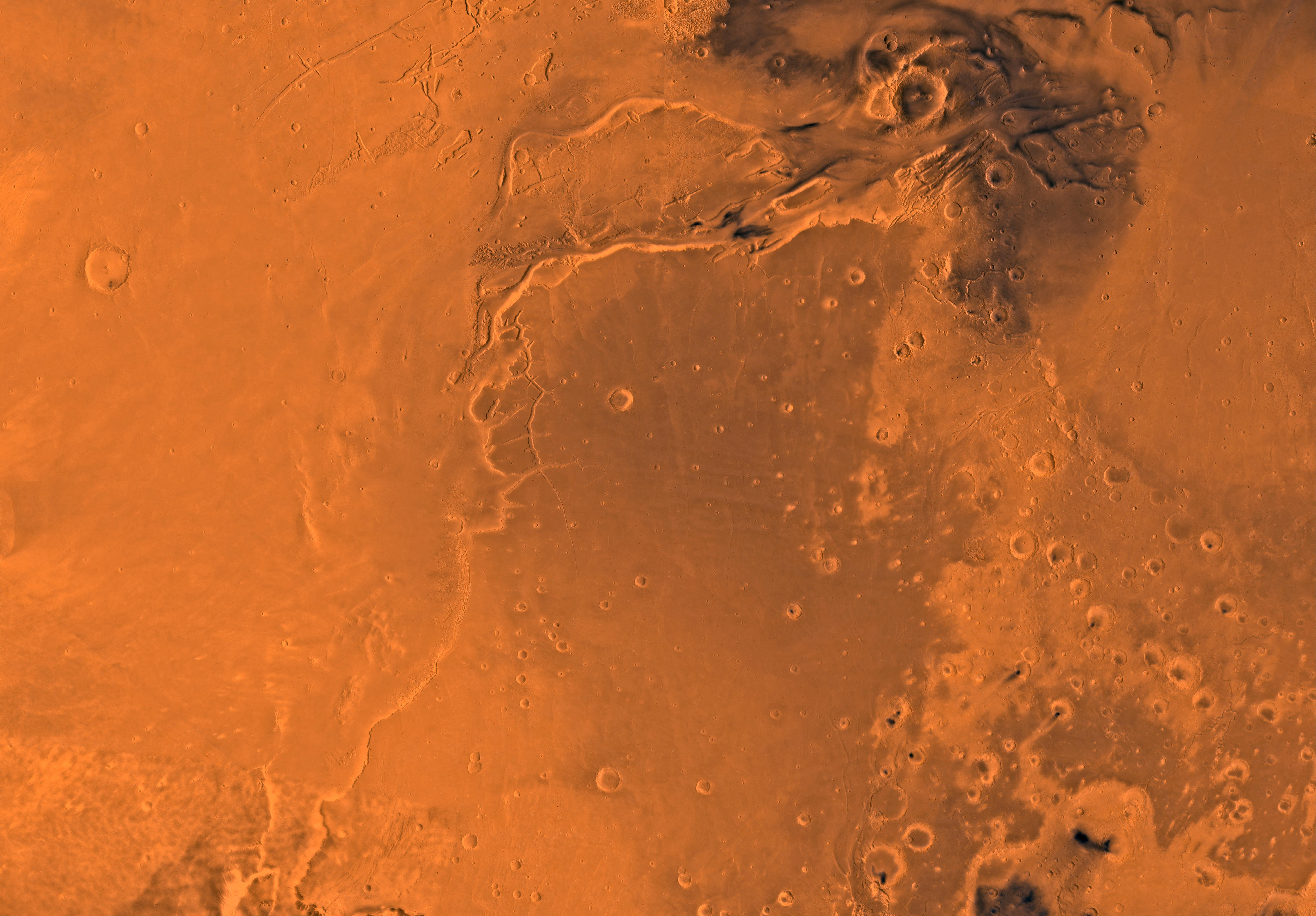
Зображення квадрангла Lunae Palus (MC-10). У центральній частині розташована рівнина Lunae Planum, яку на її західному та північному краях розсікає долина Kasei Valles, яка, в свою чергу, закінчується у Chryse Planitia.

Квадрангл Lunae Palus — це одна з серії із 30 квадранглових (чотирикутних) карт Марса, розроблених і створених Геологічною службою США (USGS) в рамках програми Astrogeology Research Program. Цей квадрангл іноді позначають також як MC-10 (Mars Chart-10). У квадранглі Lunae Palus розташована значна кількість древніх річкових долин.
Цей квадрангл покриває територію від 45° до 90° західної довготи та від 0° до 30° північної широти на планеті Марс. Спускний апарат «Вікінг-1» (частина програми «Вікінг») висадився у Lunae Palus 20 липня 1976 року, в точці з координатами 22°24′ пн. ш. 47°30′ зх. д. / 22.4° пн. ш. 47.5° зх. д.. Він став першим роботизованим космічним апаратом, який здійснив успішну посадку на Червоній планеті.

## Результати місії космічного апарата «Вікінг-1»

### Вигляд місця посадки апарата, якщо дивитися неозброєним оком
Для людських очей небо в місці посадки виглядало б світло-коричневим. Пил на поверхні теж виглядав би коричневим. Повсюди виднілися б камені різних розмірів, розкидані по всій площі. Один камінь, який отримав назву «Big Joe», — великий, як бенкетний стіл. На деяких валунах помітні сліди вітрової ерозії. Присутня також велика кількість все ще активних піщаних дюн. Середня швидкість вітру — 7 метрів на секунду. Поверхня б відчувалася як тверда кірка поверх ґрунту, подібна до відкладів, поширених на південному сході США, які описуються терміном «каліче». Така кірка формується під впливом розчинів мінералів, які піднімаються крізь ґрунт вгору та випаровуються на поверхні.

### Аналіз ґрунту
Ґрунт у місці посадки апарата «Вікінг-1» нагадував той, який утворюється внаслідок вивітрювання базальтової лави. Досліджені зразки ґрунту були багаті на кремній та залізо, а також містили значну кількість магнію, алюмінію, сірки, кальцію та титану. Були виявлені залишкові елементи у формі стронцію та ітрію. Вміст калію був у 5 разів нижчий, ніж середнє значення для земної кори. Деякі хімічні сполуки в ґрунті містили сірку та хлор, дуже подібні до тих, які залишаються після випаровування морської води. Сірка мала більшу концентрацію в кірці, на верху ґрунтового шару, аніж у самій масі ґрунту під цією кіркою. Сірка зустрічається тут у формі сульфатів натрію, магнію, кальцію або заліза. Також іноді трапляється сульфід заліза. Як «Спіріт», так і «Опортюніті» — обидва марсоходи теж знаходили сульфати на Марсі; з цього можна зробити висновок, що сульфати можуть бути поширені по всій марсіанській поверхні. Марсохід «Опортюніті» (приземлився на Марсі у 2004 році із передовим дослідницьким інструментарієм) виявив сульфати магнезію та кальцію на Meridiani Planum. використовуючи результати тогочасних хімічних вимірювань, створені моделі мінерального складу дозволяють припустити, що тамтешній ґрунт може бути сумішшю із близько 80 % багатої на залізо глини, близько 10 % сульфату магнію (кізерит?), близько 5 % карбонатів (кальцит) та близько 5 % оксиду заліза (гематит, магнетит, гетит?). Ці мінерали є типовими продуктами вивітрювання мафічних магматичних порід. Дослідження із використанням магнітів на борту спускових апаратів виявили, що ґрунт містить магнетичну речовину від 3 до 7 відсотків ваги. Такими магнетичними хімічними елементами, ймовірно, є магнетит та маґгеміт. Вони можуть походити від вивітрювання базальтових порід. Експерименти, проведені марсоходом «Спіріт» (прибув на Марс у 2004 році) визначили, що магнетит міг би пояснити магнетичну природу пилу та ґрунту на Марсі. Магнетит був виявлений у ґрунті; крім того, той різновид ґрунту, який проявляв найбільш магнетичні характеристики, мав темне забарвлення. А магнетит має дуже темний колір.

### Пошуки ознак життя
У пошуках ознак життя, «Вікінг-1» провів три досліди. Результати були несподіваними та цікавими. Більшість науковців тепер вважає, що отримані дані стали результатом неорганічних хімічних реакцій у ґрунті. Однак дехто й досі вірить, що ці результати були наслідком реакцій речовини, яка має органічне, живе походження. В ґрунті не було виявлено жодних органічних сполук; тому майже вся наукова спільнота зійшлася на думці, що ознак життя не було виявлено, оскільки не було виявлено ніяких органічних хімічних елементів. Відсутність будь-якої органіки була незвичною, оскільки метеорити, що падали на Марс дощем протягом приблизно 5 мільярдів років напевно принесли б туди з собою хоч якусь органіку. Тим більше, що сухі території Антарктики хоча й теж не мають ніяких органічних сполук, які легко можна було б виявити, зате мають живих організмів, які мешкають у скелях. Марс майже не має озонового шару, на відміну від Землі, тож ультрафіолетове випромінювання стерилізує поверхню планети та продукує високореактивні хімічні сполуки, такі як пероксиди, здатні окислити будь-які органічні сполуки. Саме перхлорати і розглядаються як найбільш вірогідний окислювач на поверхні Марса. Космічний апарат «Фенікс» виявив присутність перхлоратів у марсіанському ґрунті. Перхлорат — це сильний окислювач, тож він цілком міг знищити будь-які органічні речовини на поверхні. Якщо він поширений повсюдно на поверхні, то існування при поверхні будь-яких форм життя на основі вуглецю є значно менш ймовірним.
Вирішення питання існування життя на Марсі отримало новий, важливий поштовх після того, як дослідження, опубліковане у Журналі геофізичних досліджень у вересні 2010 року, довело можливість того, що органічні сполуки могли справді існувати в ґрунті, зразки якого були проаналізовані космічними апаратами «Вікінг-1» та «Вікінг-2». Космічний апарат NASA «Фенікс» у 2008 році виявив у ґрунті перхлорати, здатні зруйнувати органічні сполуки. Автори цієї праці визначили, що перхлорати руйнують органіку при нагріванні, та виробляють хлорметан та дихлорметан — ідентичні хлорові сполуки, які були виявлені обидвома спусковими апаратами «Вікінг» при проведенні однакових аналізів на Марсі. Оскільки перхлорати могли знищити всю марсіанську органіку. питання чи знайшов «Вікінг» ознаки життя чи ні залишається відкритим.

## Valles
Vallis (valles у множині) — це латинський відповідник слова долина. Він використовується в астрогеології для означення відповідних форм рельєфу на інших планетах.
Словом «vallis» раніше називали старі річкові долини, які були виявлені на Марсі, коли туди дісталися перші космічні зонди з Землі. Орбітальні апарати «Вікінг» спровокували революцію у сприйнятті ймовірності існування води на Марсі; в багатьох місцях на Червоній планеті були знайдені гігантські річкові долини. Орбітальні камери фіксували на знімках, що потоки води пробивали собі дорогу крізь природні дамби, вирізьблювали глибокі долини, виїдали ерозією пази в кам'яних шарах, та простягалися на тисячі кілометрів на поверхні планети.
|                                                                                   |
| Bahram Vallis, знімок HiRISE. Зсуви ґрунту помітні біля підніжжя північної стіни. |

| |
| Обтічний острівець у Maja Valles, знімок HiRISE. Цей острів сформувався позаду метеоритного кратера, розташованого знизу справа. |

| |
| Відкладення у формі віяла, Tyras Vallis, знімок HiRISE. Клацніть на зображенні, аби розгледіти шари. |

| |
| Відкладення у формі віяла, Tyras Vallis, при іншому напрямку освітлення. Лінія масштабу відповідає 500 м. Цей знімок є збільшенням попереднього. |

|                               |
| Nanedi Valles, знімок THEMIS. |

|                                                     |
| Nanedi Valles, збільшене зображення, знімок THEMIS. |

| |
| Води із Lunae Planum зліва, протікають через Vedra Valles, Maumee Valles, та Maja Valles до Chryse Planitia справа. Територія, зображена на знімку, розташована в межах квадрангла Lunae Palus. Знімок виконаний орбітальним апаратом «Вікінг». |

## Річкові долини, виявлені орбітальними апаратами «Вікінг»
Орбітальні апарати «Вікінг» спричинили революцію в уявленнях людей про воду на Марсі. У багатьох місцях на планеті були виявлені гігантські річкові долини. Вони свідчать про те, що вода тут пробивалася крізь природні дамби, вирізьблювала глибокі долини, виїдала в поверхневому кам'янистому ложі глибокі пази та мчала на тисячі кілометрів вздовж поверхні планети.
| |
| Bahram Vallis, знімок «Вікінга». Долина розташована у північній частині рівнини Lunae Planum та квадрангла Lunae Palus. Вона простягається майже посередині між Vedra Valles та нижньою частиною Kasei Valles. |

| |
| Обтічні острови у Maja Valles, знімок «Вікінга». Вони свідчать про те, що колись на Марсі вирували бурхливі потоки. Розташування — квадрангл Lunae Palus. |

| |
| Для того, аби ерозія, зображена на знімку, стала можливою, потрібна була величезна кількість води. На фото — невелика частина Maja Valles, знімок «Вікінга». Розташування — квадрангл Lunae Palus. |

## Mars Science Laboratory
Долина Hypanis Vallis, що у квадранглі Lunae Palus, була одним із пропонованих місць посадки космічних апаратів Марсіанської наукової лабораторії. Метою цієї місії є пошук ознак древнього життя на планеті. Науковці сподіваються, що наступні місії зможуть надіслати на Землю зразки з тих місць Марса, які будуть ідентифіковані як такі, що ймовірно містять певні залишки стародавнього життя. Для того, аби посадка на поверхню Марса пройшла успішно, потрібне була гладка, плоска, округла місцевість діаметром у 12 миль. Геологи сподіваються виявити місця, в яких колись містилися якісь водойми. У таких місцях планують досліджувати шари відкладень, що залишилися після водойм.
|                                                                 |
| Hypanis Vallis, знімок HiRISE. Лінія масштабу відповідає 500 м. |

## Kasei Valles
Одна із найвизначніших особливостей регіону Lunae Palus, долина Kasei Valles — є одним із найбільших проточних каналів на Марсі. Так само як і інші проточні канали, він був утворений потоком води, ймовірно в період гігантських повеней.
Довжина долини Kasei становить близько 2 400 км. Деякі її секції досягають 300 км у ширину. Вона бере початок у Echus Chasma, поблизу Valles Marineris, та завершується на рівнині Chryse Planitia, неподалік від місця посадки космічного апарата «Вікінг-1». Sacra Mensa, велике столове утворення, ділить Kasei Valles на два канали — північний та південний. Долина є одним із найдовших суцільних проточних каналів на Марсі. Приблизно на 20° північної широти Kasei Valles ділиться на два канали, що отримали назви «каньйон Kasei Vallis» та «північний канал Kasei». Ці відгалуження повторно з'єднуються на 63° західної довготи. Деякі частини Kasei Valles досягають 2-3 км у глибину.
Науковці припускають, що канал утворився в результаті декількох епізодів сильних повеней, а також, можливо, певної льодовикової активності.
| |
| Територія навколо північної частини Kasei Valles, що демонструє співвідношення між Kasei Valles, Bahram Vallis, Vedra Valles, Maumee Valles, та Maja Valles. Зображена територія розташована в межах квадрангла Lunae Palus і включає частини рівнин Lunae Planum та Chryse Planitia. |

|                              |
| Kasei Valles, знімок THEMIS. |

## Дельти
Дослідники виявили певну кількість дельт, які утворилися у марсіанських озерах. Виявлення таких дельт є переконливим свідченням того, що Марс колись мав дуже багато води на поверхні. Для того, аби сформувалася дельта, потрібно, щоб в цьому місці була досить глибока водойма протягом порівняно тривалого періоду часу. Крім того, рівень води має бути стабільним, аби уникнути вимивання шару відкладень. Дельти віднаходили у широкому географічному діапазоні.
|                                                 |
| Дельта у квадранглі Lunae Palus, знімок THEMIS. |

|                                            |
| Дельта, що заповнює кратер, знімок HiRISE. |

## Кратери
Більшість ударних кратерів мають кільцевий вал, сформований із вивержених внаслідок зіткнення порід, на відміну від вулканічних кратерів, які зазвичай не мають валу із таких відкладень. Чим більший розмір кратера, тим більша ймовірність, що він має центральний насип, який вивищується над рештою кратера. Такий пагорб чи гора у центрі трапляється у кратерів, діаметром понад 10 км. Утворення центрального підвищення спричинене відскоком речовини дна кратера після зіткнення. Іноді в кратерах видніються шари. Кратери можуть бути наочною демонстрацією того, які породи залягають глибоко під поверхнею.

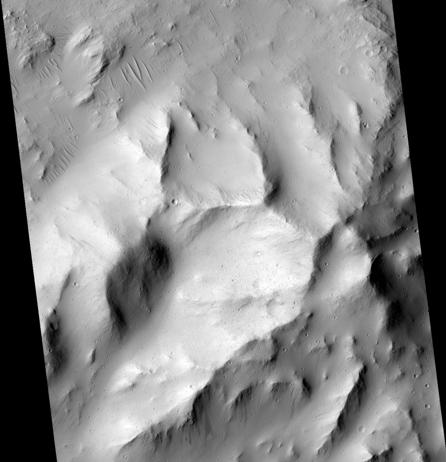
Центральний насип у кратері Фесенков, знімок HiRISE.
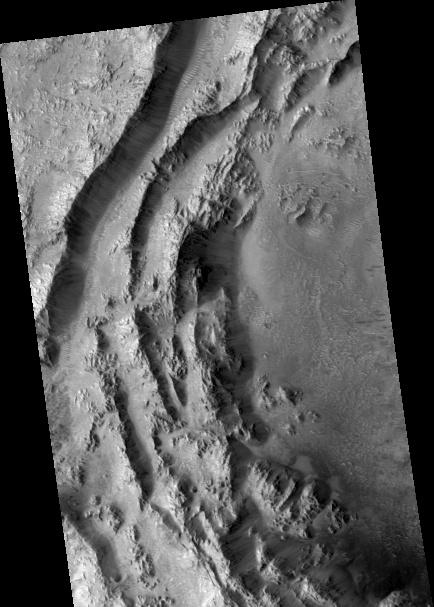
Кратер Санта-Фе, знімок HiRISE.
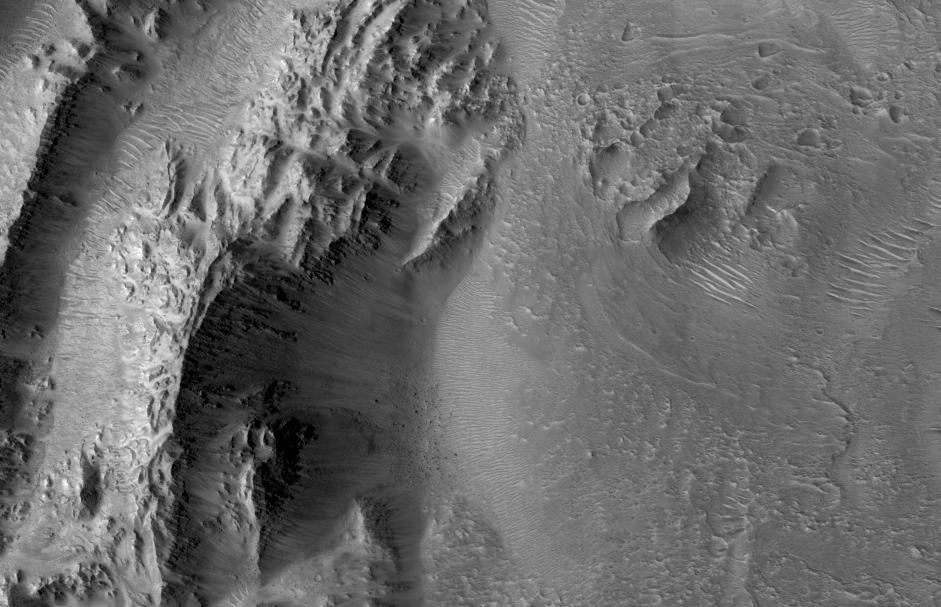
Збільшене зображення ярів із попереднього знімка.
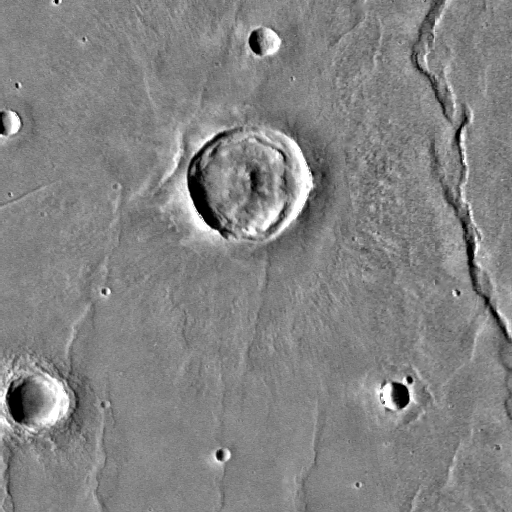
Кратер Кансо
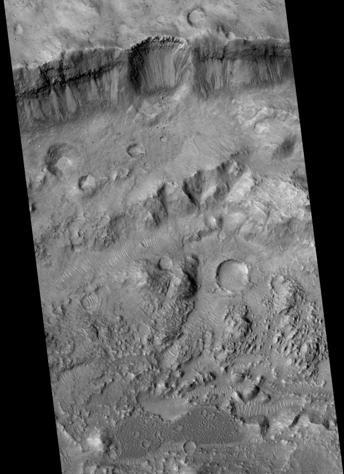
Північна стіна та дно кратера Кансо, знімок HiRISE.
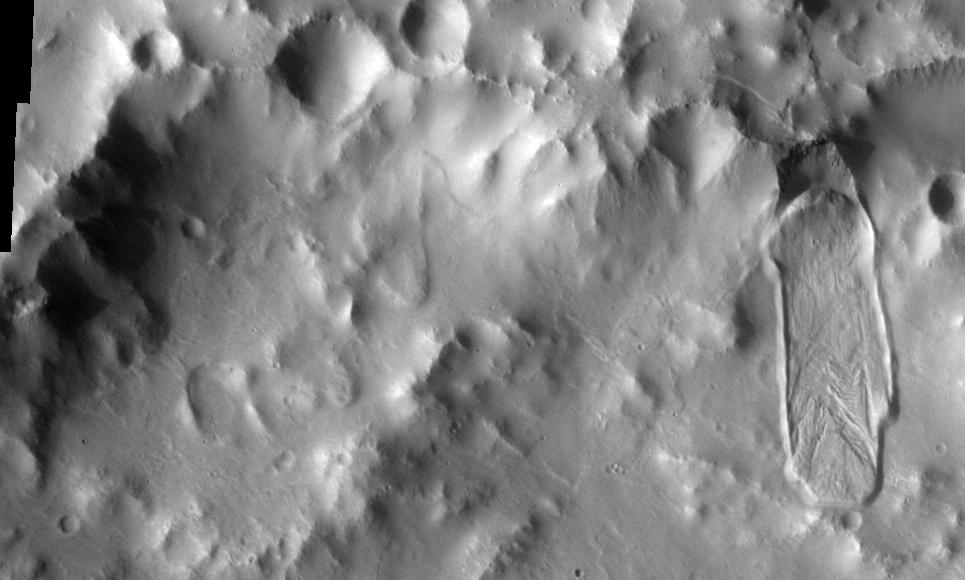
Кратер Монтівелло, знімок THEMIS. Зображення демонструє зсув ґрунту на північному валі кратера.

## Fossa
Великі розломи (довгі вузькі западини) у географічній мові, яка використовується при вивченні Марса, окреслюються терміном fossae. Цей термін походить з латинської мови, а тому fossa — це однина, а fossae — множина. Розломи утворюються, коли кора планети розтягується, аж доки не руйнується в певних місцях. Розтягування може бути спричинено великою вагою вулкана поблизу. Fossae-кратери, або ерозійні кратери є досить поширеними у вулканічних системах Tharsis та Elysium.
|                                 |
| Labeatis Fossae, знімок THEMIS. |

|                                       |
| Збільшене зображення Labeatis Fossae. |

## Галерея
|                                               |
| Карта квадрангла Lunae Palus із позначеннями. |

| |
| Дюни та скелі на Марсі, знімок виконаний апаратом «Вікінг-1». Клацніть на зображенні, аби розгледіти деталі. |

| |
| Рівчаки, вириті на марсіанській поверхні апаратом «Вікінг-1». Колір місцевості в цілому відповідає дійсності, із коричнюватим небом. Рівчаки були викопані в місцевості поблизу місця посадки апарата, «Sandy Flats» у Chryse Planitia. Клацніть на знімку, аби розгледіти більше деталей. |

| |
| Echus Montes, знімок CTX. Клацніть на зображенні, аби побачити напівкругле утворення (вгорі справа), яке насправді є зсувом ґрунту. |

| |
| Поверхневі шари у Долині монументів. Вважається, що вони сформувалися, принаймні частково, із відкладень у водоймах. Оскільки на Марсі можна натрапити на такі ж утворення, вода залишається основною причиною оголення поверхневих шарів на Марсі. |

|                             |
| Ister Chaos, знімок HiRISE. |

|                                                  |
| Збільшене зображення Ister Chaos. Знімок HiRISE. |